# Svatopluk Poljak
Svatopluk Poljak (známý také jako Sváťa Poljak; 9. října 1951 – 2. dubna 1995) byl český matematik proslulý svou prací v diskrétní matematice a kombinatorické optimalizaci.

## Životopis
Svatopluk Poljak se narodil v Praze. V roce 1980 obdržel doktorát z matematiky na Univerzitě Karlově pod vedením Zdeňka Hedrlína a Jaroslava Nešetřila. Po dokončení doktorátu přijal pozici na ČVUT v Praze, a v roce 1986 se vrátil na Univerzitu Karlovu jakožto vědecký pracovník na katedře aplikované matematiky Matematicko-fyzikální fakulty. Po návratu na Univerzitu Karlovu byl pozván na dlouhodobější akademické návštěvy do Kjóta, New Brunswicku, Paříže, Bonnu a Tchaj-peje. Na osmnáctiměsíční pobyt v Bonnu obdržel stipendium od Nadace Alexandra von Humboldta. V roce 1994 se stal profesorem matematiky na Pasovské univerzitě.
Druhého dubna 1995 po cestě ze své chaty v Nových Hutích do Prahy zemřel v autonehodě. 

## Dílo
Svatopluk Poljak svým výzkumem přispěl do mnoha odvětví diskrétní matematiky včetně teorie matroidů, teorie párování, problémů maximálního řezu a nezávislé množiny, spektrální teorie grafů, teorie konvexních a polyedrických relaxací, semidefinitního programování a problémů souvisejících s celočíselným programováním . Jeho raná práce také příspěla do teorie umělých neuronových sítí. Během své kariéry napsal přes 90 vědeckých prací. Jeho nejčastějšími spoluautory byli Daniel Turzík, Vojtěch Rödl, Martin Loebl, Monique Laurent, Franz Rendl, Jaroslav Nešetřil, Zsolt Tuza a Aleš Pultr.

## Uznání
Kniha Handbook of Semidefinite Programming: Theory, Algorithms, and Applications z roku 2000 byla věnována památce Svatopluka Poljaka. Na Poljakovu počest byla na Pasovské univerzitě v roce 2025 započata každoroční přednáška nazvaná „Poljak Lecture“.